# Palmyra (atol)
Palmyra is een Oceanisch atol in de noordelijke Stille Oceaan, onderdeel van de regio Polynesië. Staatkundig gezien maakt het atol deel uit van de Verenigde Staten waar het een onderdeel is van de kleine afgelegen eilanden van de Verenigde Staten.
Het atol ligt in de Line-eilanden waartoe ook de andere Amerikaanse territoria Jarvis en het rif Kingman behoren. De rest van de Line-eilanden is onderdeel van het zuidelijker gelegen land Kiribati.
Ten noorden van Palmyra ligt Hawaï, naar het noordwesten ligt Kingman, naar het zuidoosten liggen de overige Line-eilanden die tot Kiribati behoren. Naar het zuiden ligt Jarvis en naar het zuidwesten de Phoenixeilanden die tot Kiribati behoren. Naar het westen ligt voor een paar duizend kilometer alleen oceaan. Het eerste land is daar de Marshalleilanden.

## Geschiedenis
Het Koninkrijk Hawaï claimde Palmyra als eerste in 1862, de VS nam alle rechten over toen het Hawaï overnam in 1898. In de Hawaïaanse Statehood Act (een soort eigendoms-akte) van 1959 stond Palmyra echter niet vermeld, waardoor de rechten werden geclaimd door de Nature Conservancy. Deze organisatie zorgt nu voor de natuurlijke ontwikkeling en het onderhoud aan het atol. Sinds 2001 hebben het atol en de lagune het predicaat nationaal park.

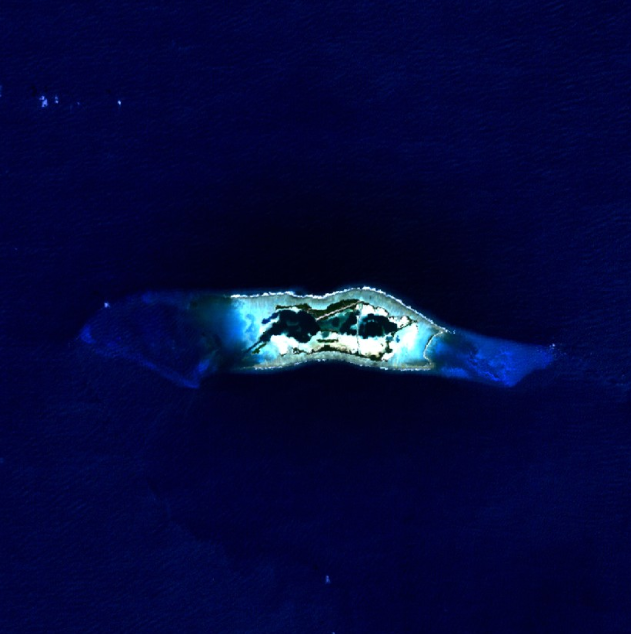
Satellietfoto van de Palmyra-atol door de Landsat-satelliet
Voorgestelde vlag van het Palmyra-atol